# Denya
Die Sprache Denya (auch agnang, anyah, anyan, anyang, eyan, nyang, obonya, takamanda; ISO 639-3: anv) ist eine der drei Mamfe-Sprachen innerhalb der Sprachgruppe der südbantoiden Sprachen, die von insgesamt 11.200 Personen in der Region Südwest im Kamerun gesprochen wird.
Die Sprache hat insgesamt vier Dialekte, diese sind: basho, bitieku, takamanda und bajwo.